# Maesobotrya barteri
Maesobotrya barteri là một loài thực vật có hoa trong họ Diệp hạ châu. Loài này được (Baill.) Hutch. mô tả khoa học đầu tiên năm 1912.